# Kalmar stadgar
Kalmar stadgar är det allmänt vedertagna namnet på den ryktbara, av Johan III och hans kort förut till polsk kung utsedde son Sigismund i Kalmar den 5 september 1587 undertecknade på latin avfattade handling, genom vilken förhållandena mellan Polen och Sverige under den vid Johans död förestående unionen mellan dessa båda riken var avsedd att ordnas. I stadgarna, som innehåller 45 artiklar, bestämdes att orygglig vänskap, om möjligt förbund, särskilt mot Ryssland, skulle råda mellan Sverige och Polen. Vardera riket skulle hållas vid sin lag och det enas styrelse inte sammanblandas med det andras. I Sverige skulle då gällande religion och ceremonier (Johans liturgi) bevaras, och i samband med detta stadgande sökte man genom åtskilliga föreskrifter förebygga försök att åter införa den romersk-katolska läran.
Under kungens frånvaro i Polen skulle regeringen i Sverige föras av sju svenska män, sex utsedda av kungen och en av hertig Karl. Vartannat eller vart tredje år skulle regeringen ombytas, och i mycket viktiga fall skulle ärkebiskopen och biskoparna rådfrågas. Drots, marsk, kansler, amiral, riksråd, lagmän och ståthållare skulle av kungen utnämnas inom av rådet uppsatt förslag. Rikets tillhörigheter och inkomster fick inte föras ur landet och ingen ny skatt påläggas under kungens frånvaro. Sveriges ständer skulle höras angående krig, fred och förbund och inga i Polen av kungen utfärdade påbud rörande svenska förhållanden äga gällande kraft för svenskarna, förrän de stadfästs av Sveriges ständer. Vartannat eller åtminstone vart tredje år skulle kungen resa över till Sverige för att där föra regeringen. Ändringar i stadgarna finge göras endast med kungens, hertig Karls, rådets och ridderskapets gemensamma bifall, inte till exempel genom påvlig indulgens. Om kungen överträdde stadgarna stod det svenskarna fritt att uppsäga honom tro och lydnad.
Det obetydliga inflytande på interimsregeringen som i dessa stadgar inrymdes åt den då i spänt förhållande till kung Johan stående hertig Karl gjorde att de båda kungarna inte genast meddelade honom stadgarnas innehåll. Urkunden lämnades i förvar åt Sten Banér, framlades aldrig för ständerna till godkännande och kom först 1591 i de då försonade bröderna kung Johans och hertig Karls händer. Redan vid deras förlikning 1590 kasserades stadgarna, och de berövades sedan de båda kungarnas sigill; hertig Karl såg i detta "latinska brev" ett illfundigt anslag av rådspartiet mot arvföreningen samt mot kungens och hans egen makt. Man finner likväl, att rikets råd i början av Sigismunds regering sökte hålla på stadgarnas bindande kraft åtminstone för kungen, emedan ingen annan överenskommelse fanns om Sveriges ställning i statsrättsligt hänseende under unionen med Polen. Själve Karl IX övergav med tiden sin åsikt att de var "kasserade", åtminstone så till vida att han lät sin hovkansler Nils Chesnecopherus i den (1607 tryckta) officiella försvarsskriften för Sigismunds avsättning uppräkna Kalmar stadgar bland de förbindelser, genom vilkas brytande Sigismund förverkat sin rätt till kronan.
Initiativet till uppsättandet av dessa stadgar synes inte ha utgått från rådspartiet, utan från Johan III, och det är svårt att utreda, vilken andel till exempel Erik Larsson Sparre haft i formuleringen av där intagna bestämmelser.